# Sphingonotus halocnemi
Sphingonotus halocnemi är en insektsart som beskrevs av Boris Petrovich Uvarov 1925. Sphingonotus halocnemi ingår i släktet Sphingonotus och familjen gräshoppor. Inga underarter finns listade i Catalogue of Life.